# 볼리비아의 국기

볼리비아의 국기, 민간기, 상선기 (비율 15:22)

볼리비아의 정부기, 정부 선적기 (비율 15:22)

2009년에 공동 국기로 제정된 위팔라(Wiphala)라는 이름의 기

볼리비아의 국기는 1851년 10월 31일에 제정되었다. 빨간색, 노란색, 초록색 세 가지 색으로 구성된 가로 줄무늬로 구성되어 있다. 빨강은 볼리비아의 용사들의 흘린피를, 노랑은 볼리비아의 광물 자원을, 초록은 풍요로움을 의미한다.
정부기, 군기, 정부 선적기는 국장이 그려져 있는 형태의 기를 사용하며, 민간기와 상선기는 국장이 없는 형태의 기를 사용한다.

## 색상
| 색상 | 빨강                | 노랑                 | 초록               |
| ---- | ------------------- | -------------------- | ------------------ |
| RGB  | 213–43–30 (#D52B1E) | 252–209–22 (#FCD116) | 0–121–52 (#007934) |

## 그 외의 국기

군기 비율 15:22
해군기 비율 2:3
함수기 비율 1:1
1825년 당시 국기
1826년부터 1851년까지 쓰인 국기
해군기 (1966년-2013년)